# Into the Great Wide Open
Into the Great Wide Open är det åttonde studioalbumet av det amerikanska rockbandet Tom Petty & the Heartbreakers. Skivan släpptes den 2 juli 1991 och blev gruppens sista med MCA Records. 
Första singeln från albumet var "Learning to Fly", som blev en av bandets klassiker. Andra singeln var "Out in the Cold". Även titelspåret utgavs som singel och tillhör gruppens kändaste låtar. Albumet nådde 13:e plats på Billboard 200.

## Låtlista
1. "Learning to Fly" (Jeff Lynne/Tom Petty) - 4:01
2. "Kings Highway" (Tom Petty) - 3:05
3. "Into the Great Wide Open" (Jeff Lynne/Tom Petty) - 3:42
4. "Two Gunslingers" (Tom Petty) - 3:08
5. "The Dark of the Sun" (Jeff Lynne/Tom Petty) - 3:23
6. "All or Nothin'" (Mike Campbell/Jeff Lynne/Tom Petty) - 4:05
7. "All the Wrong Reasons" (Jeff Lynne/Tom Petty) - 3:44
8. "Too Good to Be True" (Tom Petty) - 3:58
9. "Out in the Cold" (Jeff Lynne/Tom Petty) - 3:41
10. "You and I Will Meet Again" (Tom Petty) - 3:45
11. "Makin' Some Noise" (Mike Campbell/Jeff Lynne/Tom Petty) - 3:25
12. "Built to Last" (Jeff Lynne/Tom Petty) - 3:58

## Medverkande
- Tom Petty - sång, gitarr, piano, keyboards, bas.
- Mike Campbell - gitarr, keyboards
- Howie Epstein - bas, sång
- Benmont Tench - piano, elpiano, vibrafon, orgel
- Stan Lynch - trummor, slagverk
- Jeff Lynne - sång, synth, gitarr
- Roger McGuinn - sång

## Listplaceringar
| Lista (1991)   | Position            |
| -------------- | ------------------- |
| Australien     | 28                  |
| Finland        | 6                   |
| Kanada         | 4 (RPM)             |
| Nederländerna  | 53                  |
| Norge          | 5 (VG-lista)        |
| Nya Zeeland    | 12                  |
| Schweiz        | 12                  |
| Storbritannien | 3 (UK Albums Chart) |
| Sverige        | 2 (Topplistan)      |
| Tyskland       | 8                   |
| USA            | 13 (Billboard 200)  |
| Österrike      | 7                   |